# María José Giraldo
Pour les articles homonymes, voir Giraldo (homonymie).
María José Giraldo est une gardienne internationale colombienne de rink hockey. 

## Palmarès
En 2016, elle participe au championnat du monde.